# Liên Hồng, Đan Phượng
Liên Hồng là một xã thuộc huyện Đan Phượng, thành phố Hà Nội, Việt Nam.
Xã Liên Hồng có diện tích 5,26 km², dân số năm 2015 là 7542 người, mật độ dân số đạt 1434 người/km².
Liên Hồng có bốn thôn gồm: Thôn Đông lai; Thôn Hữu cước; Thôn Tổ; Thôn Thượng trì.
Vị trí phía đông nam giáp xã Liên Hà; phía Tây bắc giáp xã Hồng Hà, phía Tây giáp xã Hạ mỗ.